# Aconitum stoloniferum
Aconitum stoloniferum är en ranunkelväxtart som beskrevs av Vorosh.. Aconitum stoloniferum ingår i släktet stormhattar, och familjen ranunkelväxter. Inga underarter finns listade i Catalogue of Life.